# Société royale des arts et des sciences de l'île Maurice
La Société royale des arts et des sciences de l'île Maurice est une société savante de Maurice fondée en août 1829 par une trentaine de naturalistes sous le nom de Société d'histoire naturelle de l'île Maurice. Elle devient la Société des arts et des sciences de l'île Maurice en 1846 puis est reconnue par la reine Victoria par une dépêche l'année suivante.

## Fondateurs
- Charles Telfair, président.
- Wenceslas Bojer, vice-président.
- Jacques Delisse, vice-président.
- Julien Desjardins, secrétaire.
- François Liénard de la Mivoye, trésorier.
- Louis Bouton.
- Adrien d'Épinay.
- Jean-Baptiste Lislet Geoffroy.

## Autres membres éminents
- France Staub.